# Cyperus fuscescens
Cyperus fuscescens är en halvgräsart som beskrevs av Carl Ludwig von Willdenow och Heinrich Friedrich Link. Cyperus fuscescens ingår i släktet papyrusar, och familjen halvgräs. Inga underarter finns listade i Catalogue of Life.